# 마크 영

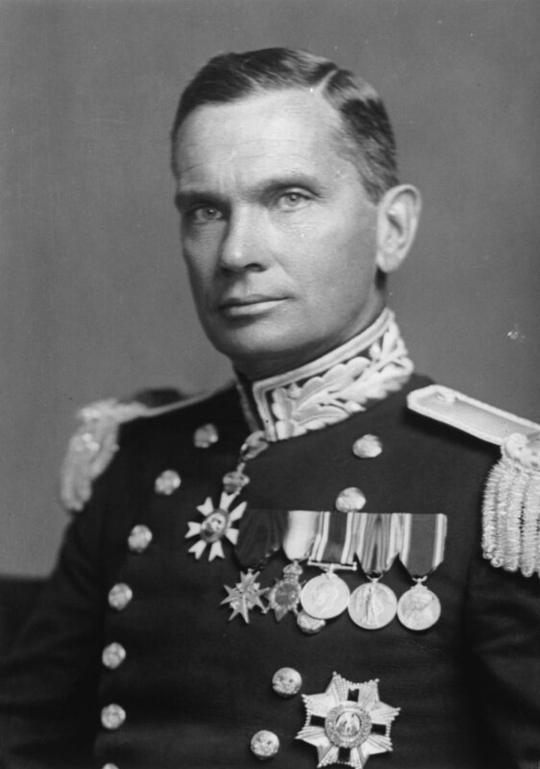
마크 영

마크 에이치슨 영 경 GCMG KStJ(Sir Mark Aitchison Young, 중국어: 楊慕琦, 1886년 6월 30일~1974년 5월 12일)은 영국의 식민지 관리로 홍콩 전투 당시 홍콩의 총독으로서 가장 잘 알려져 있다. 영국령 인도에서 태어났다.

## 홍콩 총독
영이 1941년 홍콩 총독에 임명됐을 때 중화민국과 중일전쟁을 치르던 일본은 이미 홍콩과 인접한 중국 본토 지역을 점령한 상태였다.
진주만 공격이 일어난지 몇 시간 후인 1941년 12월 8일 8시에 시작한 홍콩 전투는 17일 간 지속되었고 12월 25일 영 총독이 일본 장군 사카이 다케시에게 항복했다. 이 날은 홍콩에서 '블랙 크리스마스'로 알려져 있으며 이후 3년 8개월 간 일본의 홍콩 점령이 이뤄졌다. 이미 12월 18일에 몰트비 장군을 비롯한 군부 측에서는 항복을 시도했으나 처칠 총리로부터 "(홍콩) 섬의 모든 곳에서 싸워서 적이 최대의 완고함을 맞닥뜨리게 해야 한다. 저항할 수 있는 모든 날들이 전세계 연합국을 돕는 날이다."라고 직접 지시를 받은 영 총독은 이를 거부했다.
영 총독은 홍콩 전투 이후 1945년 8월까지 일본군 포로가 됐다. 페닌슐라 호텔, 홍콩섬 남부 스탠리 수용소에 수용되었다가 몰트비 장군을 포함한 고위급 연합군 포로들과 같이 상해, 대만, 일본, 몽중국경의 어느 곳, 그리고 마지막으로 심양에 있는 수용소들에 수감됐다. 홍콩 최고위급 포로였음에도 학대를 받았다.
본국에서 휴식을 취한 이후 1946년 5월 1일 홍콩 총독 직위에 복귀하여 입법국 의원 30명을 주민 직선제로 하는 정치 개혁을 제안했다. 영 총독은 신설 입법국이 일상 문제들을 결정하고 이는 총독의 거부권에 영향을 받지 않는 것을 구상했다. 이는 전임 총독 제프리 노스코트의 계획을 따른 것으로 현지 중국계 공무원들이 고위직이 되는 내용을 포함했다. 다음 총독 알렉산더 그랜덤은 이러한 계획을 취소했다.
| 전임 제프리 노스코트 | 제21대 홍콩의 총독 1941년 9월 10일~1941년 12월 25일 1946년 5월 1일~1947년 5월 17일 | 후임 알렉산더 그랜덤 |